# کوشک هزار
کوشک هزار، روستایی در دهستان کوشک هزار بخش مرکزی شهرستان بیضا در استان فارس ایران است. این روستا، مرکز دهستان کوشک هزار است.

## جمعیت
بر پایه سرشماری عمومی نفوس و مسکن در سال ۱۳۹۵، جمعیت این روستا برابر با ۲٬۴۷۷ نفر (۷۴۵ خانوار) بوده است.